# Castellia tuberculosa
Castellia es un género monotípico de plantas herbáceas perteneciente a la familia de las poáceas. Su única especie: Castellia tuberculosa (Moris) Bor, es originaria de la región del Mediterráneo hasta Asia occidental.

## Descripción
Tiene tallos de hasta 100 cm de altura, erectos, triquetros, estriados, glabros, escábridos en la inflorescencia. Hojas con lígula de 1-2 mm, truncada, más o menos lacerada; limbo de hasta 21 x 1 cm, marcadamente estriado, con nervio medio más marcado, glabro, con margen antrorso-escábrido. Racimos o espigas de hasta 31 cm, con ramas espiciformes, las basales patentes y largamente desnudas. Espiguillas de 7-12 mm, oblongas, subsentadas. Glumas glabras; la inferior de 3-3,8 (-4) mm, oblongo-lanceolada, aguda, trinervada; la superior de 4-5 mm, ovado-lanceolada, aguda o subobtusa, con 5 nervios. Lema de 4,5-6 mm, oblonga, obtusa. Pálea aproximadamente tan larga como la lema. Florece de abril a junio.

## Distribución y hábitat
Se encuentra en herbazales en lugares con encharcamientos temporales, taludes arenosos, cunetas, etc. Es una especie poco frecuente. Se distribuye por el Sur de Europa (S de España, S de Portugal, Cerdeña y Grecia), Norte de África, S y SW de Asia (Palestina, Arabia, Irán, Pakistán, Afganistán e India) y Macaronesia (Canarias).

## Taxonomía
Castellia tuberculosa fue descrita por (Moris) Bor y publicado en Indian Forester 74: 90. 1948.
Citología
El número cromosómico básico del género es x = 7, con números cromosómicos somáticos de 2n = 14.2 ploide.
Sinonimia
- Castellia tuberculata Tineo
- Catapodium tuberculosum Moris
- Festuca tuberculosa
- Nardurus tuberculosus (Moris) Hayek[4]
- Desmazeria tuberculosa (Moris) Bonnier
- Festuca muricata Durieu ex Parl.
- Festuca tuberculata (Tineo) Benth.
- Lolium elegans Steud.
- Micropyrum tuberculosum (Moris) Pilg.[5]